# Beta Arae
Beta Arae (β Ara, β Arae), cea mai strălucitoare stea din constelația Altarul, este o stea gigantică foarte luminoasă, relativ tânără, cu o magnitudine vizuală aparentă de 2,8 (rotunjită).  Măsurătorile paralaxice îl plasează la aproximativ 650 light-yeari (200 pc) de Pământ. 
Spectrul acestei stele se potrivește cu o clasificare stelară de K3 Ib-IIa,  cu notația clasei de luminozitate „Ib-IIa” indicând faptul că steaua se află parțial între un gigant strălucitor cu lumină mai mare (IIa) și un supergigant cu luminozitate mai mică (Ib). Aceasta reprezintă două dintre etapele evolutive prin care trece o stea masivă după ce a epuizat hidrogenul din nucleul său. Beta Arae radiază energie din învelișul său exterior la o temperatură efectivă de 4200, ceea ce face ca aceasta să capete nuanța portocalie a unei stele de tip K.  Această stea mărită pare să se rotească încet cu o viteză de rotație proiectată de aproximativ 5.  Abundența altor elemente decât hidrogenul și heliul, metalicitatea acestuia, este de peste trei ori mai mare decât cea a Soarelui.  
Rareori, această stea se numește Vasat-ül-cemre o turcizare a arabei وسط الجمر ( wasaṭ al-jamar), care înseamnă „mijlocul tăciunii”.  Constelația este numit în Arabă المجمرة (al-mijmarah), adică alămar / tămâie arzător.  În chineză ,杵( Chǔ ), adică Pestle, se referă la un asterism de β, σ și α Arae .  Numele chinezesc pentru β Arae este杵三( Chǔ sān , engleză the Third Star of Pestle) .